# アオイラガ
アオイラガ（学名: Parasa consocia）は、チョウ目イラガ科に分類されるガの一種。前翅は緑色で、付け根と外縁に茶色の部分がある。幼虫には先端に針を備えた棘が多数あり、人がこれに触れると激痛を感じる。

## 分布
ロシア南東部、日本（北海道から九州まで）、朝鮮半島、中国、台湾。

## 形態
成虫
開張（両翅を開いたときの最大幅）はオスが31-35mm、メスが35-37mm、色彩は雌雄とも同じ。前翅と胸部背面は大部分が緑色。内横線の内側は濃褐色、外横線の外側は褐色で翅脈に沿って複数の濃褐色短線が並ぶ。後翅と腹部背面は淡黄色もしくは淡灰色。
幼虫
終齢幼虫の体長は約25mm、体は太く短いナマコ型。鮮黄色で背面中央にコバルトブルーの縦帯があり、その両側に小黒斑が並ぶ。前胸背には2個の黒斑がある。体表には微小な円錐形の突起を密布する。背部両側と体側部には肉質の瘤が並んでおり、そこに多数の鋭い棘が生え、棘の先端には黒色の針がある。
繭
卵型で褐色。

## 生態
年に1回ないし2回発生し、成虫は6-7月および8-9月に羽化する。幼虫の寄主植物はヤナギ属、ナシ、クリ、カキノキなどで、特にヤナギ類に多く、7月および9月頃に見られる。冬季は繭中で前蛹で越冬する。

## 人との関係
人が幼虫の棘に触れると先端にある毒針が刺さって激痛を感じるが、一般に痒みはほとんどなく、治癒は比較的早い。

## 分類
原記載
- Parasa consocia Walker, 1865; List Spec. Lepid. Insects Colln Br. Mus. Pt. 32: 484.

タイプ産地
- Hong Kong （香港）

亜種
亜種区分はされていない。
類似種
ヒロヘリアオイラガ Parasa lepida (Cramer, 1777)
良く似ているが前翅の褐色の縁取りが幅広く、胸の幅と同じくらいの幅がある。日本（本州（関東、静岡県）から沖縄まで、中国、インドネシアからインドにかけて分布する。
クロシタアオイラガ Parasa hilarula (Staudinger, 1887)
よく似ているがアオイラガよりやや小形で、後翅がより黒っぽくい暗褐色。ロシア南東部、千島、北海道から九州まで、対馬、中国北部、朝鮮半島に分布する。